# Тёщин мост
Тёщин мост — народное название пешеходного моста в Одессе. Второе название — "танцующий мост".

## Историческая справка
Мост был возведён в 1968—1969 гг. по проекту архитектора Рашель Аббовны Владимирской и инженера Кириенко над Военным спуском. Его первоначальное и официальное название «Комсомольский», потому что он связывал между собой Приморский и Комсомольский бульвары (ныне — бульвар М. Жванецкого). Строили его к 50-летию Октябрьской революции 1917 г. и должны были открыть в 1967 году, но опоздали. Так что гулять по нему можно стало только с 1968-года . Интересно, что по проекту мост должен был быть в ретро-стиле, чтобы вписываться в классическую застройку. Но в ходе строительства весь декор решили убрать, мост получился в конструктивистском духе.
Мост является точной копией моста герцогини Шарлотты в Люксембурге. 

## Происхождение названия
У названия «Тёщин» есть две версии. Первая: потому что он самый длинный и узкий в городе, а ещё и раскачивался от сильного ветра: «прямо, как язык тёщи» — шутили по этому поводу.
Вторая говорит о том, что по этому мосту якобы ходил в 1970-е годы в гости к тёще тогдашний руководитель области — первый секретарь обкома партии Михаил Сафронович Синица. Злые языки утверждают, что городу данная дорогостоящая конструкция, практически не имеющая никакого коммуникационного значения, понадобилась ввиду любви тогдашнего коммунистического начальника города к тёщиным блинам. А так как зять жил на Приморском бульваре, а его тёща — на улице Гоголя, 1 через балку, то променад в пятьсот метров окружным путём по мосту Сабанеева казался руководителю Одессы нестерпимо долгим. Так и появилась идея создания прямого пешеходного моста. Но со временем оказалось, что мост, соединив Приморский и Комсомольский бульвары, создал сплошной прогулочный маршрут длинной около 2 км и приобрёл важное практическое значение для города.

## «Сердце Любви»

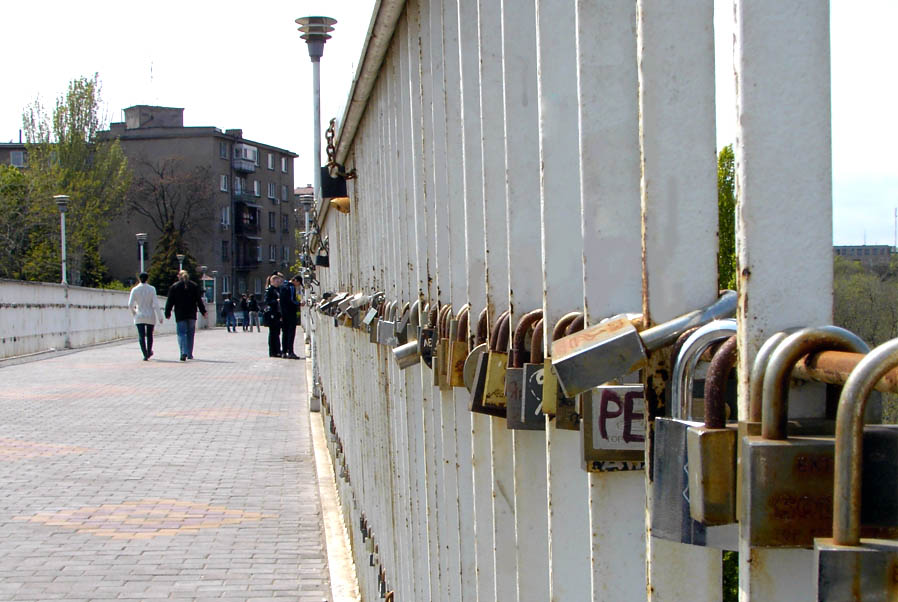
Замки любви на Тёщином мосту (до 2011)

В 2011 году в Одессе в рамках национального проекта «Поделитесь любовью к Украине» состоялось торжественное открытие инсталляции «Влюбленное Сердце», которая решила двоякую задачу: помогла сохранить одесский «Тещин мост» и сберечь красивую свадебную традицию.
Это арт-инсталляция в виде металлического [объёмного] сердца — не просто подарок одесским влюблённым, но и спасение Тёщиного моста. Состояние моста с каждым годом ухудшалось из-за прикреплённых к его перилам многочисленных замочков от любящих пар со всего города. Теперь замочки можно оставлять прямо на сердце — и мост не пострадает, и традиция сохраняется.